# スピーク (映画)
『スピーク』（原題: The Speak）は、アメリカ合衆国の映画作品。

## キャスト
| 役名       | 俳優                     | 日本語吹替 |
| ---------- | ------------------------ | ---------- |
| ペイジ     | クリスティーナ・アナパウ | 行成とあ   |
| ドイル     | トム・サイズモア         | 山本格     |
| シェリー   | スティーヴン・ネルソン   | 鈴木達央   |
| エルサ     | ウナ・ジョー・ブレイド   | 鳴瀬まみ   |
| マリア     | ティナ・カスチアーニ     | 今瀬未知   |
| ジャクソン | ブレット・ドノフー       | 丹沢晃之   |
| ルイス     | マイケル・クリンガー     | 高梨謙吾   |